# Amable Tastu
Pour les articles homonymes, voir Tastu.
Amable Tastu, née le 30 août 1795 à Metz (Moselle) et morte le 11 janvier 1885 à Palaiseau (Essonne), est une femme de lettres française, poétesse et librettiste.

## Biographie
Amable Cazimir Sabine Voïart nait rue des Clercs, à Metz de l'administrateur aux vivres de l'armée Jacques-Philippe Voïart et de Jeanne-Amable Bouchotte, sœur du ministre de la guerre, Jean-Baptiste Bouchotte. Elle perd sa mère en 1802 et en 1806, son père se remarie avec Anne Élisabeth Élise Petitpain, femme de lettres de Nancy qui partage avec Amable sa connaissance de l'anglais, de l'allemand et de l'italien.
En 1816, elle épouse l'imprimeur perpignanais Joseph Tastu,, qui la trompe. Un an plus tard, elle met au monde un fils, Eugène. L'année suivante, en 1819, son mari quitte Perpignan et se rend à Paris pour reprendre l'imprimerie libérale des frères Beaudouin, au no 36 rue de Vaugirard. Sous son nom de plume d'Amable Tastu, elle écrit et publie des poèmes qui lui apportent la notoriété. C'est la muse romantique par excellence. En 1851, la rose « Amable Tastu » est créée en son honneur. 
Après des années de prospérité, les affaires de son mari déclinent. La crise économique de 1830 a raison de son imprimerie : il fait faillite. Amable abandonne alors la poésie pour se livrer à des productions alimentaires afin de subvenir aux besoins de sa famille. Christine Planté précise: « Elle dut vivre de sa plume en rédigeant des travaux alimentaires pour combler l'indigence de son mari ruiné par la révolution de Juillet et inapte à se refaire ». Elle collabore régulièrement au Mercure de France et à La Muse française. Elle publie des ouvrages pédagogiques, des traductions, des sommes historiques, un Cours d'histoire de France, publié en accord avec le ministre de l'Instruction publique, un volume sur la littérature allemande, un autre sur la littérature italienne. Elle est également l'auteure de libretti pour des musiciens comme Saint-Saëns.
En 1849, après la mort de son mari, elle suit son fils Eugène dans ses missions diplomatiques à Chypre et à Bagdad. En 1866, elle revient pour quelques années à Paris. En 1871, elle s'installe à Palaiseau où elle continue à mener une vie sociale très active. Elle y meurt dans sa 90e année, le 11 janvier 1885. Elle est inhumée le 14 janvier 1885 au cimetière du Montparnasse.

## Relations
Elle est très appréciée de Lamartine (elle a été chantée par Lamartine), Sainte Beuve, Hugo, Chateaubriand, Marceline Desbordes-Valmore. Victor Hugo lui dédie son Moïse sur le Nil et Chateaubriand son Camoens. Sainte-Beuve, qui compose, en son honneur une élégie de 18 quatrains, lui consacre 16 pages dans ses Portraits contemporains.
Elle est associée-libre de la Société linnéenne de Paris dès 1822.

## Œuvres

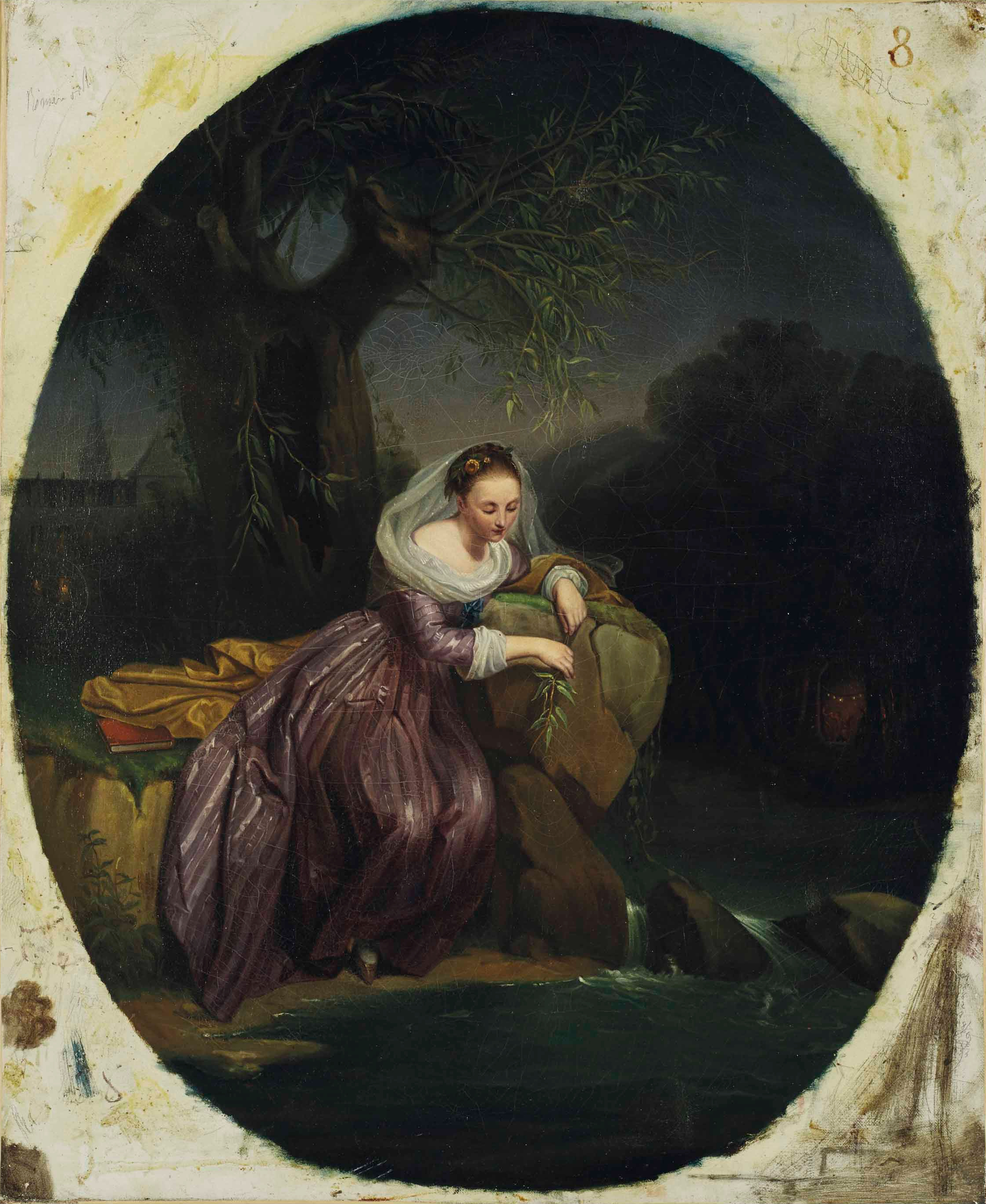
Jean-Augustin Franquelin, Les Feuilles de saule, 1839, inspiré du poème d'Amable Tastu du même nom paru dans le recueil Poésies (1826).

- La Chevalerie française, Paris, Ambroise Tardieu, 1821.
- Ode sur la mort de madame Dufrénoy, Paris, Joseph Tastu, 1825.
- Poésies, Paris, Joseph Tastu, 1826, 3e éd. (lire en ligne sur Gallica).
- Chroniques de France, Paris, Delangle Frères, 1829.
- Soirées littéraires de Paris, Paris, Janet, 1832, 300 p., in-12 (lire en ligne sur Gallica).
- Poésies nouvelles, Paris, Denain et Delamare, 1835.
- Œuvres de Madame Tastu, Bruxelles, E. Laurent, 2 vol., 1835.
- Prose, Bruxelles, J. Jamar, 1836 (lire en ligne).
- Cours d’histoire de France. Lectures tirées des chroniques et des mémoires, avec un précis de l’histoire de France, Lavigne, Paris, 1837.
- Chroniques de France, Paris, Didier, 1838.
- Alpes et Pyrénées ; arabesques littéraires. Composées de nouvelles historiques, anecdotes, descriptions, chroniques et récits divers, Paris, P.-C. Lehuby, 1842.
- Des Andelys au Havre : illustrations de Normandie, dessins par Rossigneux, Godefroy et Lemercier ; gravés par Brugnot, Paris, P.-C. Lehuby, 1843. [lire en ligne]
- Tableau de la littérature allemande depuis l’établissement du christianisme jusqu’à nos jours, Tours, Alfred Mame, 1843, rééd. 1858.
- La Normandie historique, pittoresque et monumentale, Paris, P.-C. Lehuby, 1845.
- Voyage en France, Tours, Alfred Mame et Cie, 1846 (lire en ligne sur Gallica).
- Éducation maternelle : simples leçons d’une mère à ses enfants, Paris, Didier, 1848.
- Poésies complètes, Paris, Didier, 1858.
- Tableau de la littérature italienne depuis l’établissement du christianisme jusqu’à nos jours, Tours, Alfred Mame, 1870.

## Iconographie
- David d'Angers (1788-1856), Portrait en buste de madame Amable Tastu, médaillon en bronze patiné, Châtenay-Malabry, Maison de Chateaubriand.

## Poèmes mis en musique
- Camille Saint-Saëns, La Feuille de peuplier, Plainte (1853)

## Hommages
- En novembre 2018, à l'initiative de l'association « Les Amis d'Amable Tastu » dont la vocation est de faire revivre cette femme et, grâce au concours de la Société d'horticulture de la Moselle, est créée une nouvelle rose « Rose Amable » par l'obtenteur Méla Rosa[13].